# Dicranomyia shelfordi
Dicranomyia shelfordi là một loài ruồi trong họ Limoniidae. Chúng phân bố ở miền Tân bắc.